# Compoundbogen

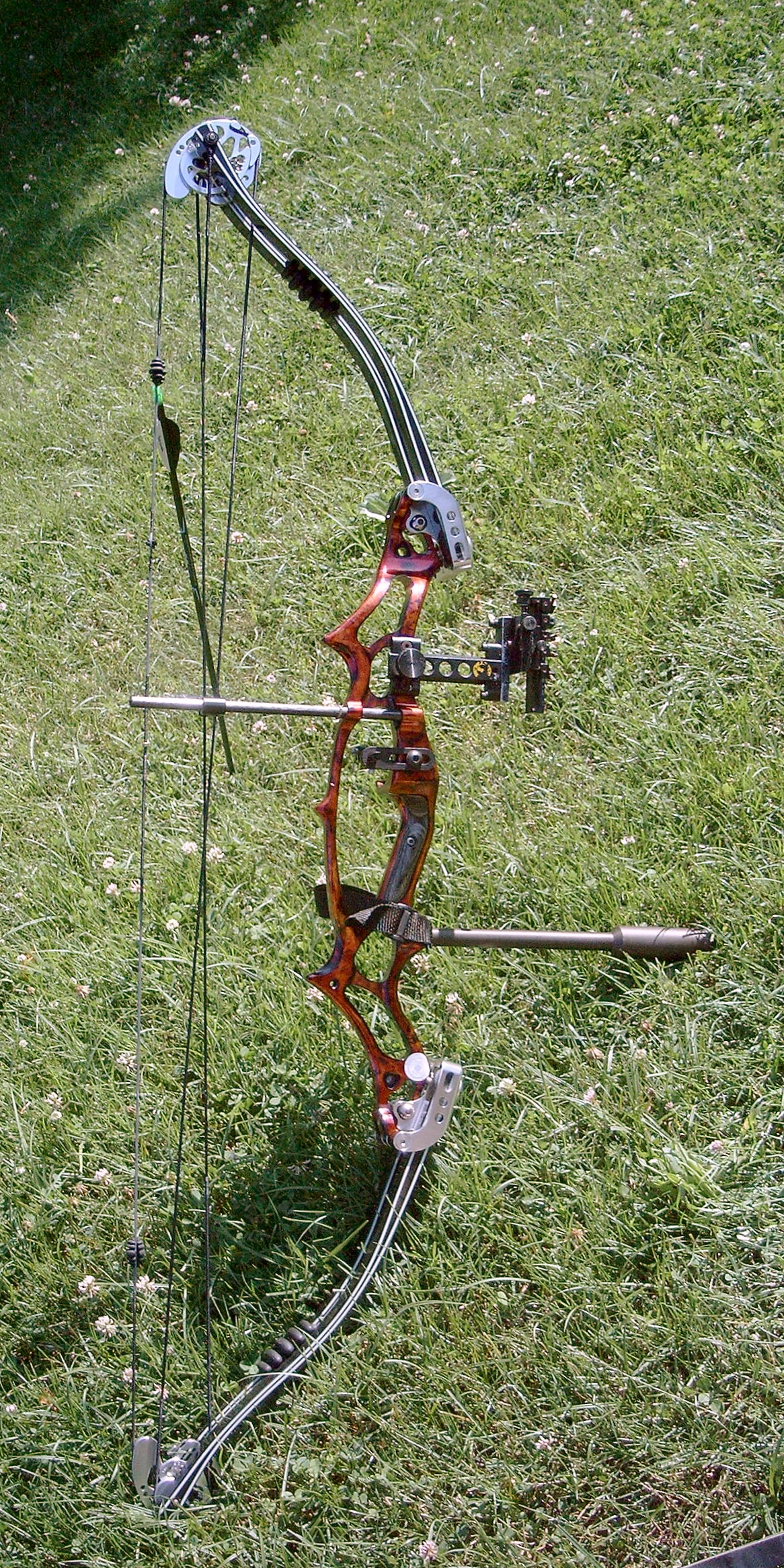
Compoundbogen der Fa. Hoyt mit Twin-Limbs und Twin-Cams

Der Begriff Compoundbogen (engl. compound „Verbund“) bezeichnet einen Bogen mit einem speziellen Konstruktionsprinzip und ist nicht zu verwechseln mit Kompositbogen, was sich auf das Material (Verbundstoff) bezieht.

## Beschreibung
Der Compoundbogen ist eine moderne Ausführung des Bogens, die 1966 von Holless Wilbur Allen in den USA erfunden wurde. Das Patent mit der Nummer 3.486.495 wurde mit dem 30. Dezember 1969 erteilt. Das auffälligste Merkmal sind kleine nockenähnliche exzentrische „Kurvenscheiben“ bzw. Rollen (engl. camwheels) an den Bogenenden, kurz Cams genannt. Sie verfügen über zwei verschiedene Durchmesser, auf denen Kabel oder Sehnen aufgerollt sind. Im ungespannten Zustand ist auf dem größeren der beiden Durchmesser die Sehne aufgerollt. Beim Spannen des Bogens wird die Sehne des Bogens vom großen Durchmesser abgerollt und auf dem kleinen Durchmesser wird das am gegenüberliegenden Wurfarm befestigte Kabel aufgerollt. Die Cams sind zusätzlich exzentrisch aufgehängt.
Der Compoundbogen wird oft mit dem Flaschenzug in Verbindung gebracht, dieser fand jedoch nur bei früheren Modellen Anwendung, die über mehr als zwei Rollen verfügten. Weil das Zugkabel am gegenüberliegenden Wurfarmende befestigt ist und über eine Rolle läuft, lässt sich das ganze System auch als feste Rolle begreifen, was keine Kraftreduktion bewirkt.

## Aufbau und Funktion
Moderne Compoundbögen wenden wie bei einem Wellrad das Hebelgesetz an. Die sich nach außen wegdrehende Rolle ist wie ein starrer Hebel, der auf die Drehachse wirkt. Durch die exzentrische Aufhängung der Rollen/Cams verändert sich der Angriffswinkel und der Hebelarm, und man kann so immer im effektivsten Bereich arbeiten. Werden die Rollen/Cams mit der Bogensehne nach außen gezogen, verlängert sich der Hebelarm. Diese Mechanismen sind beim Compoundbogen in einer praktischen Anwendung umgesetzt. Dadurch ergibt sich im Gegensatz zu anderen Bögen ein nicht-linearer Kraftverlauf beim Auszug:
Mit steigendem Auszug nimmt die Kraft zunächst stetig zu (wie auch bei anderen Bogen), um dann aber beim Überschreiten des sogenannten Gipfel-Zuggewichtes schlagartig abzunehmen. Der Bogenschütze hält dann bei voll ausgezogenem Bogen nur noch einen Bruchteil des Gipfelzuggewichtes auf der Hand. Die Zugreduzierung kann bis zu 99 % betragen, d. h. bei einem Gipfelzuggewicht von 50 Pfund muss der Schütze nur 0,5 Pfund im Auszug halten. Dadurch kann der Bogen ruhiger gehalten werden und das Zielen fällt wesentlich leichter. Typische Werte liegen hier um die 70 %, so dass im Auszug etwa 15 bis 20 Pfund gehalten werden müssen.

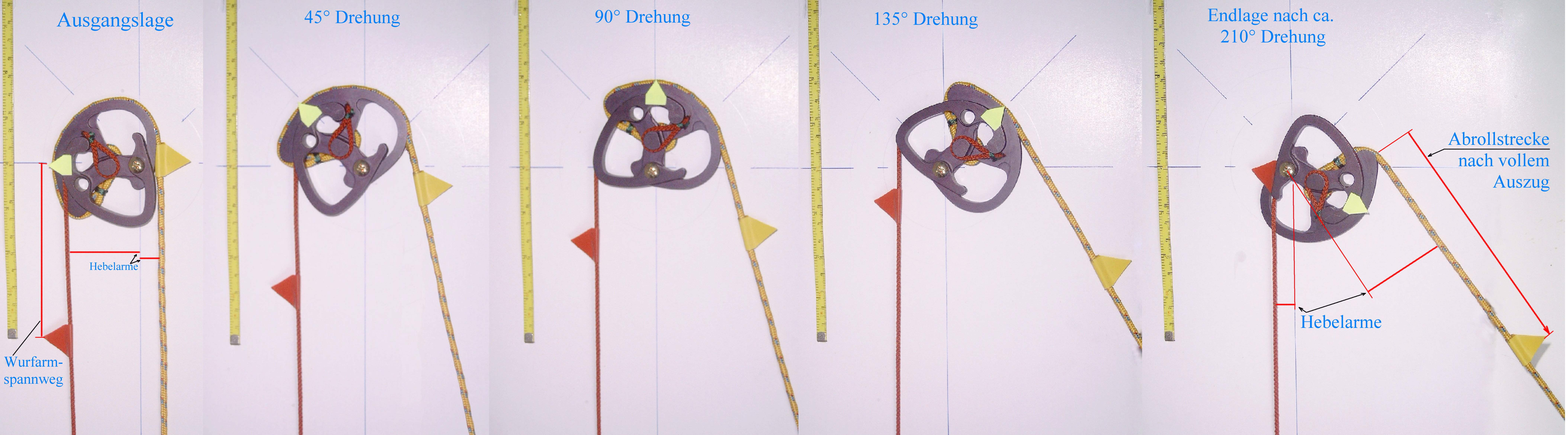
Ablaufschema eines „Fury-Cam-Wheels“;
erst nach einer 180° Drehung ist das Gipfelzuggewicht überschritten, der Hebelarm am Cam der (gelben) Bogensehne vergrößert sich, während er sich an der (roten) „Arbeitssehne“ verkleinert.

Die Formgebung der Cams bestimmt das Verhalten des Bogens maßgeblich, im einfachsten Fall sind sie kreisrund. Durch die Form der Cams kann beispielsweise die Reduktion des Zuggewichts oder die im gespannten Bogen „gespeicherte“ Energie beeinflusst werden. Manche Cams verfügen über austauschbare Module, mit deren Hilfe die Auszugslänge bzw. das Zuggewicht des Bogens angepasst werden kann.
Bei modernen anatomisch geformten Compoundbögen unterscheidet man Rechts- und Linkshandbögen (Beispiel Rechtshandbogen: Linke Hand hält den Bogen, rechte Hand hält den Pfeil, gezielt wird mit dem rechten Auge). 

verschiedene Cam Ausführungsbeispiele
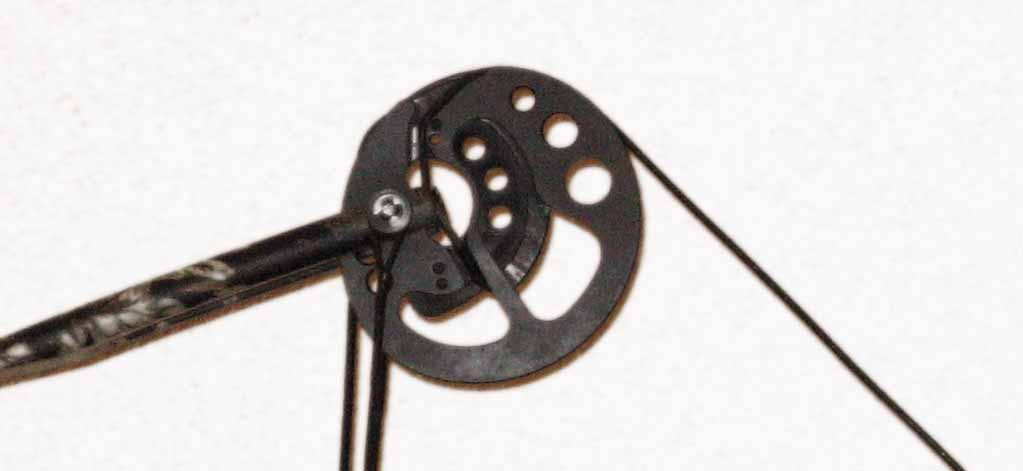
Cam1
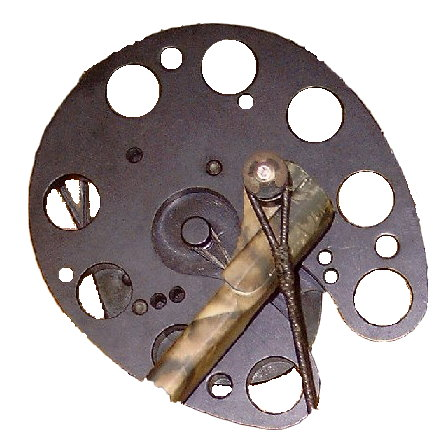
Cam2
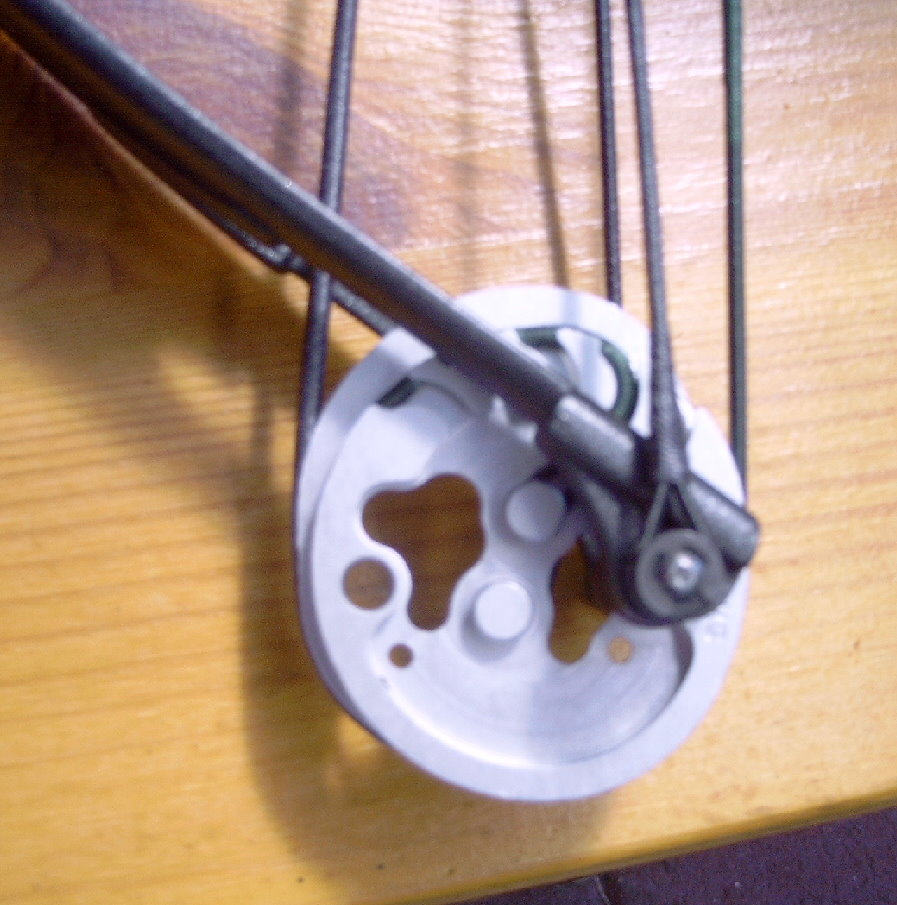
Cam3
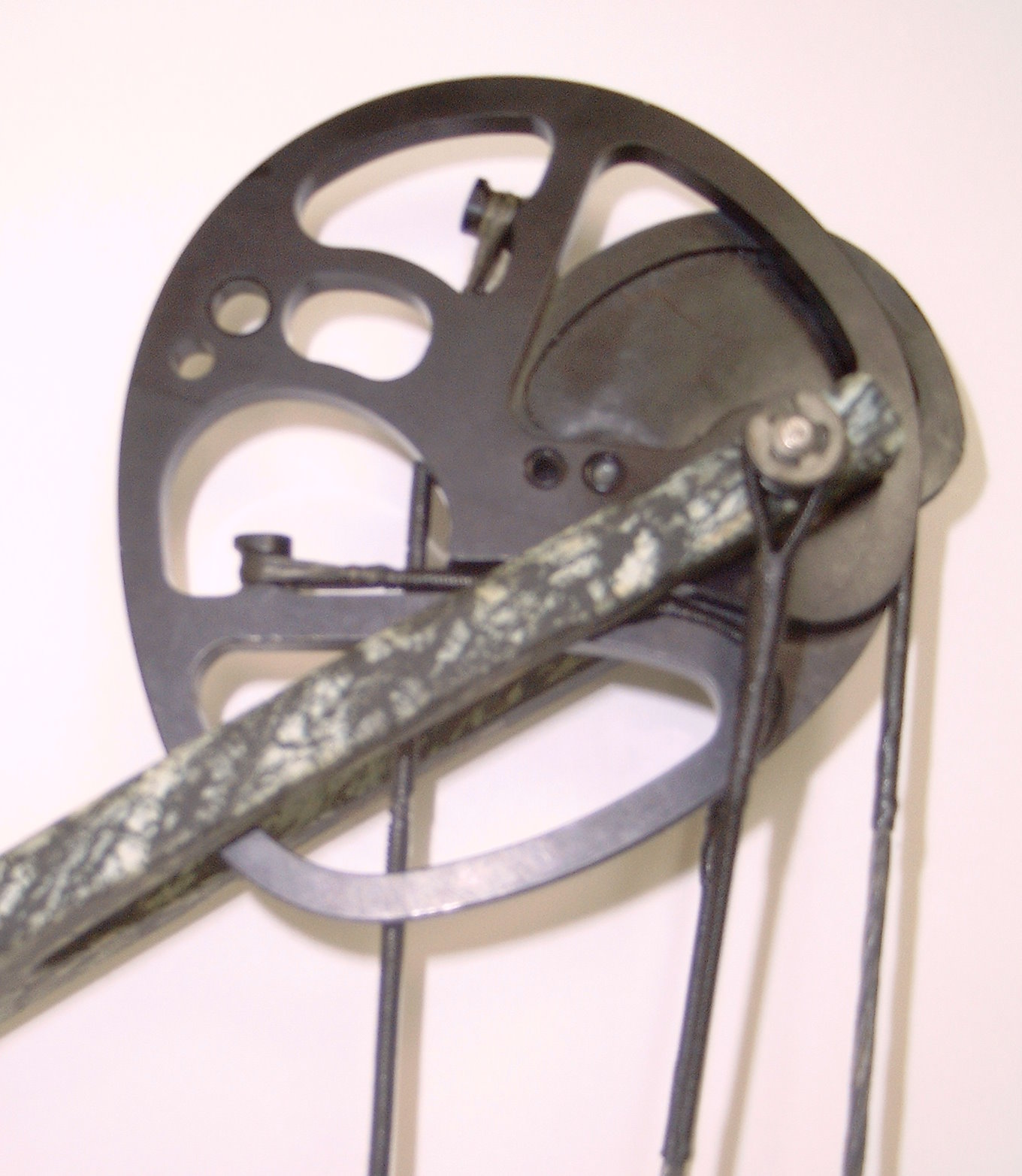
Browning Cam
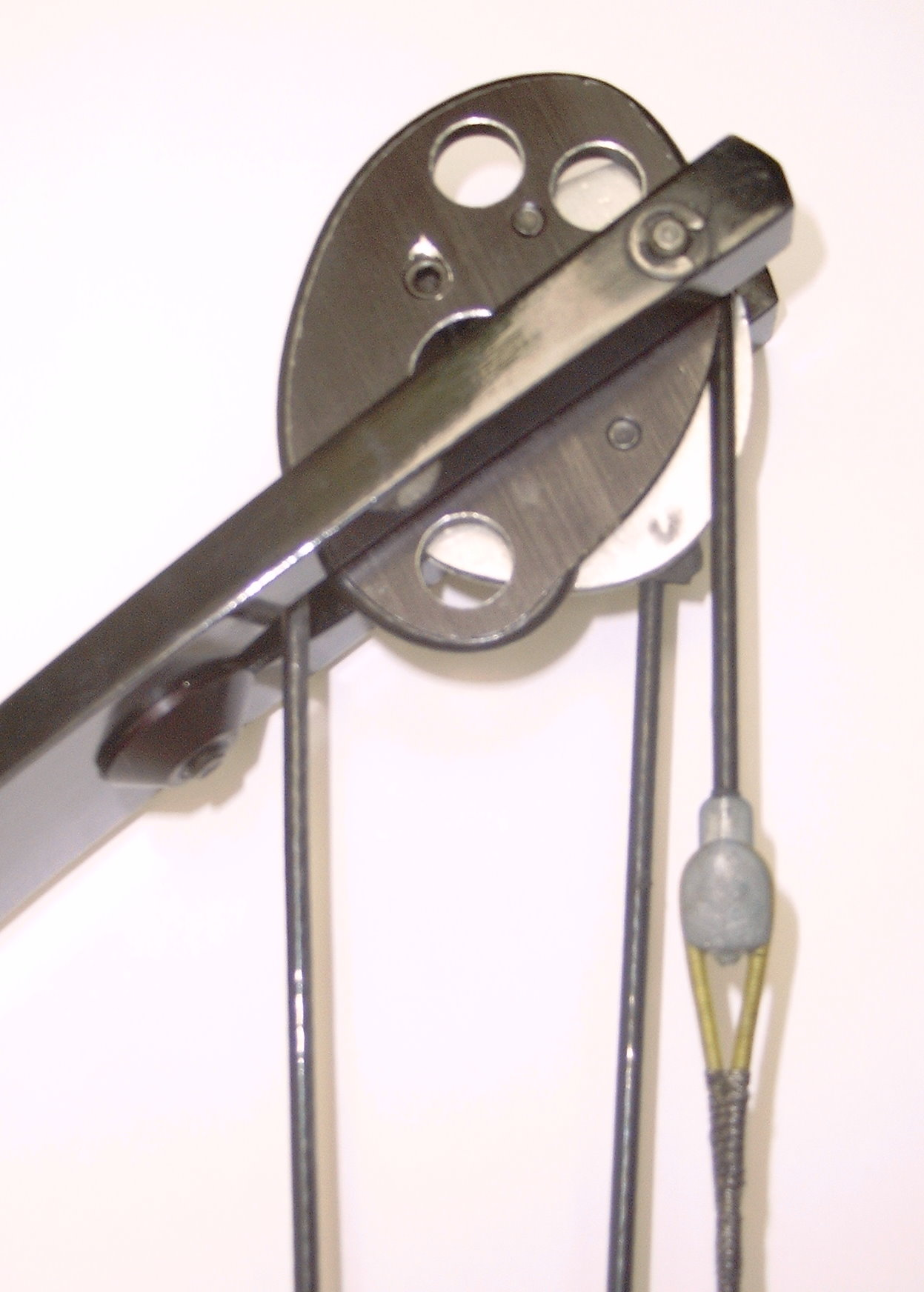
Jennings Cam
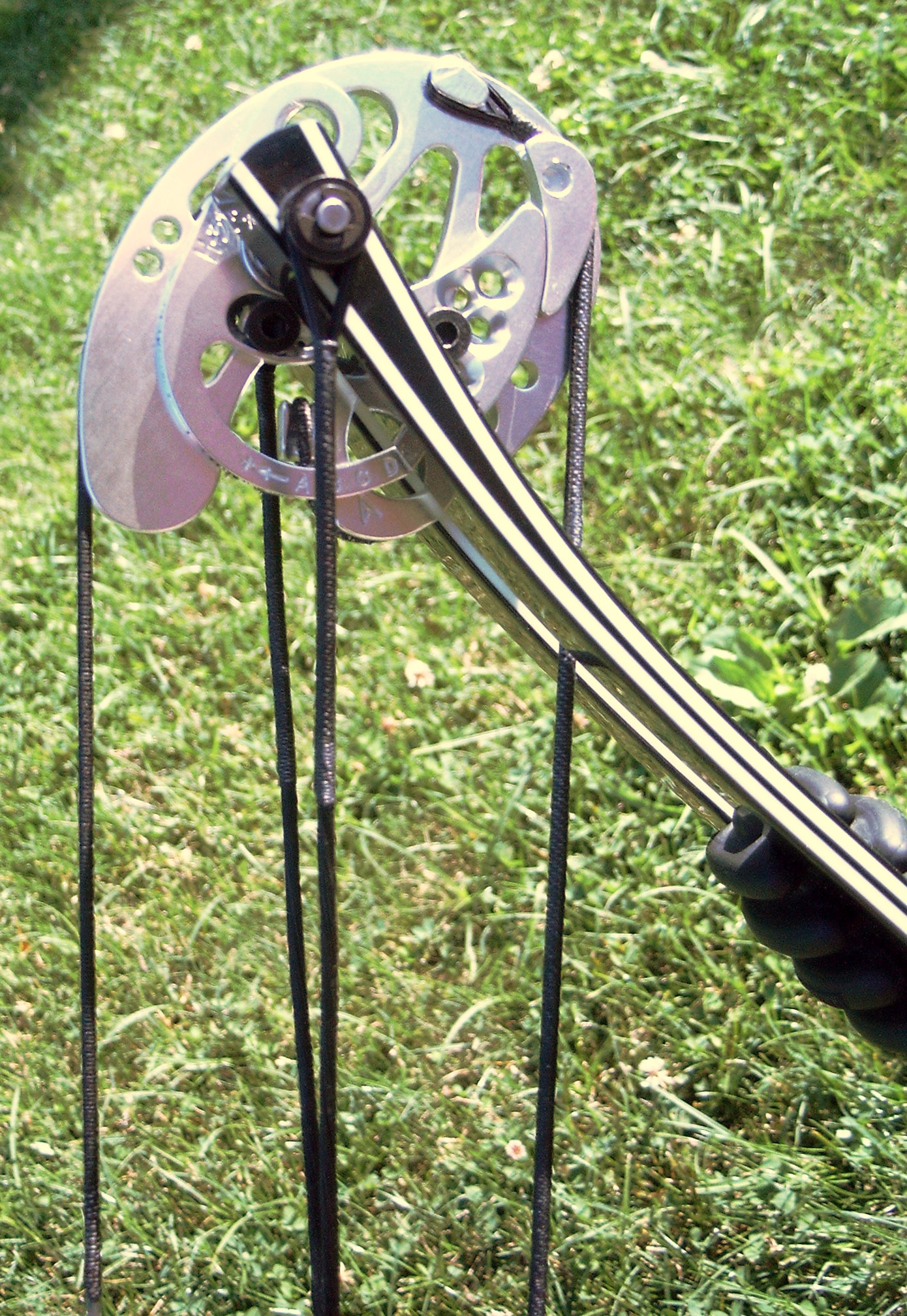
Hoyt Cam (v. Rechts)
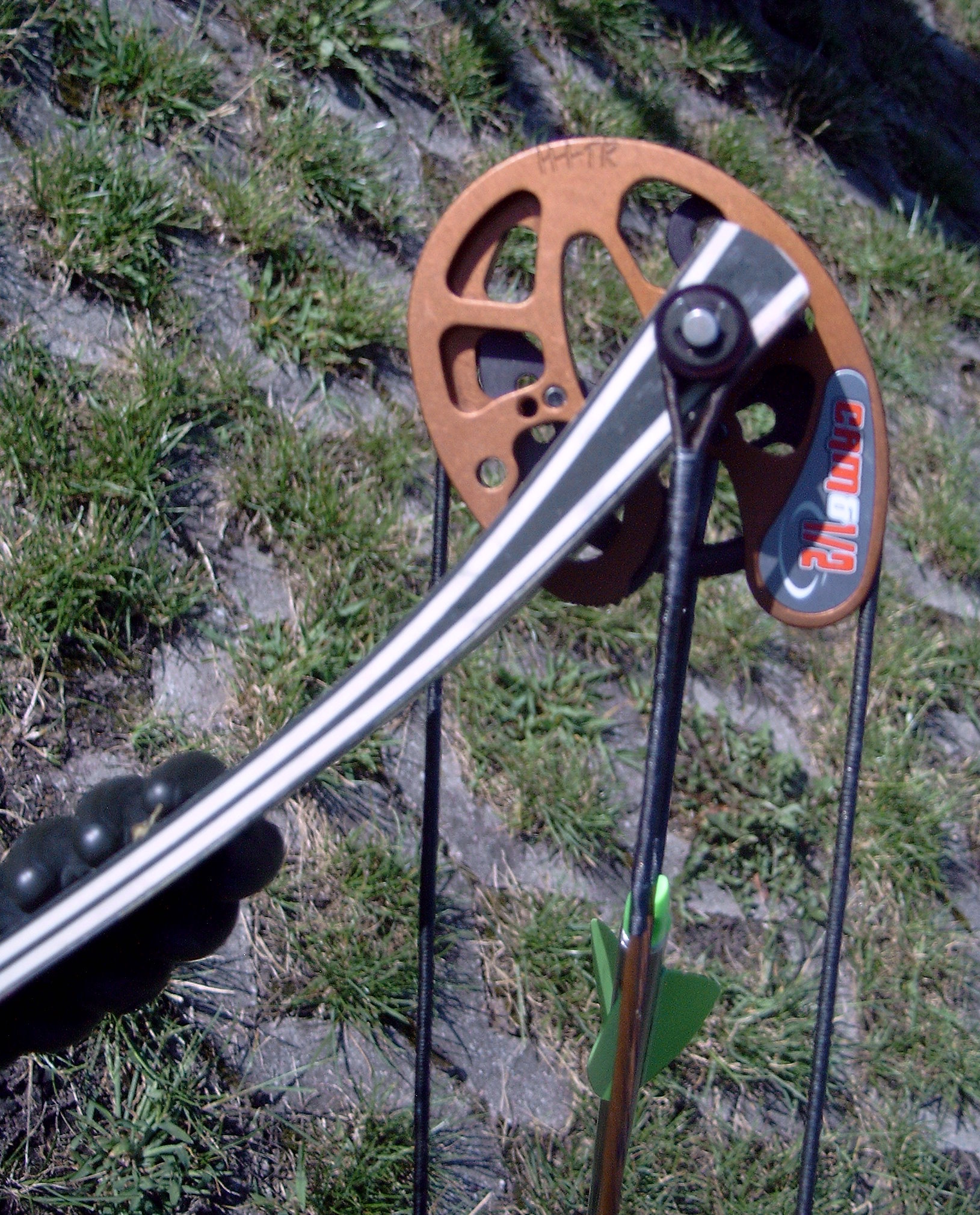
Hoyt Cam (v. Links)
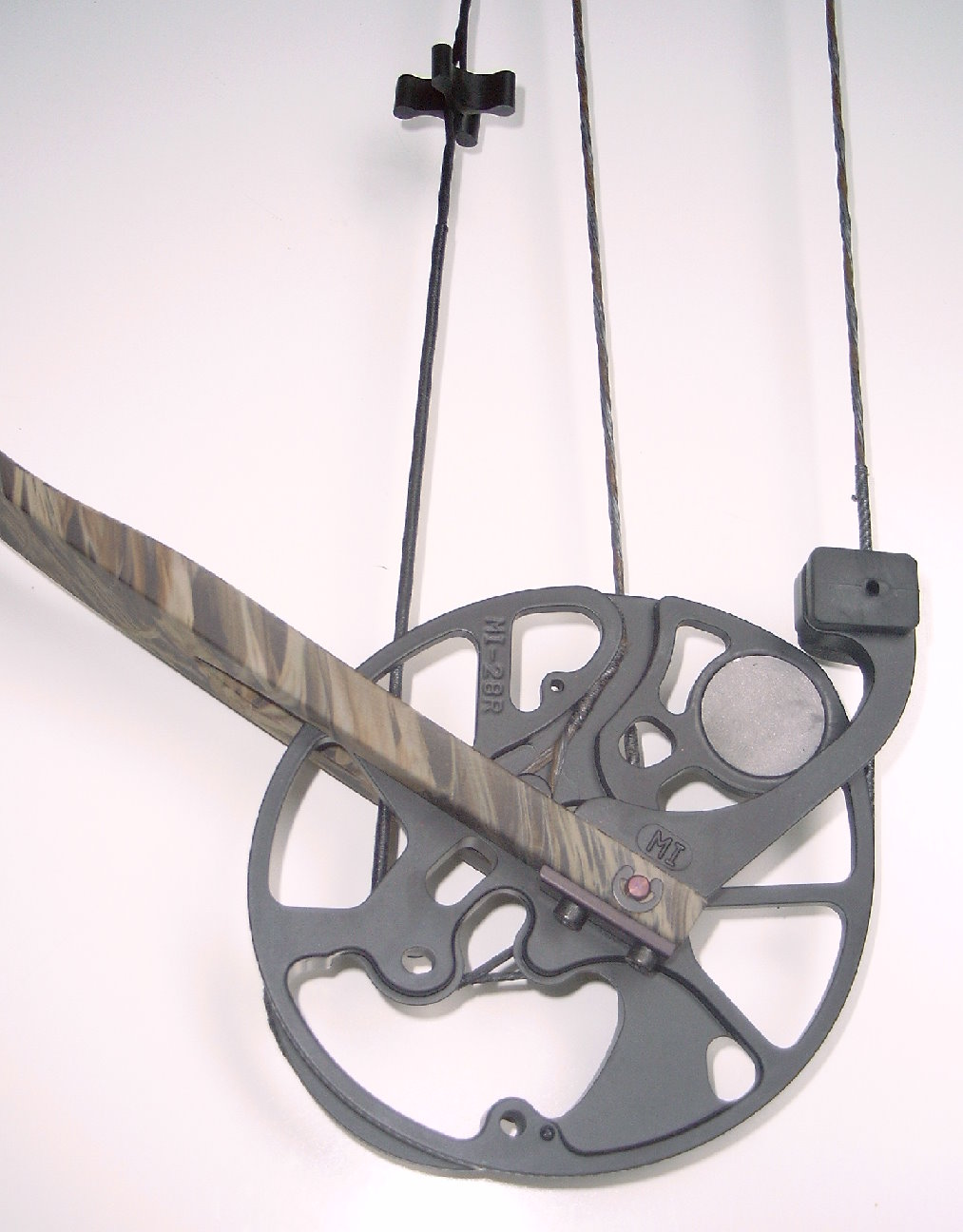
Mission-Cam mit Sehnendämpfer

Durch seine Konstruktion kann ein Compoundbogen bei gleicher oder sogar größerer Auszugslänge erheblich kürzer gebaut werden und ist entweder leichter zu ziehen oder kann mit sehr viel höherem Zuggewicht bei gleichem Kraftaufwand gezogen werden. Die Belastung der beweglichen Teile ist zudem geringer, da der schlagende Teil der Sehne und die Bogenarme viel kürzer sind und die Kabelzüge, in denen der Großteil der Spann- bzw. Schussbewegung abläuft, sich nur in Richtung ihres Verlaufes bewegen müssen. Dies verringert Vibrationen beim Schuss und den Sehnenverschleiß erheblich.
Aus diesen Gründen ist der Compoundbogen gut für die Jagd geeignet: Er ist kompakter und kann länger in „schussbereiter“ Position (voll ausgezogen) gehalten werden als andere Bogentypen.
Auf einem Compoundbogen werden die Pfeile zunächst schwach und dann immer stärker beschleunigt. Hierdurch wird das Material der Pfeile weniger gestresst und Abschussgeschwindigkeiten von mehr als 100 m/s bzw. 360 km/h erreicht. Durch die hohe Geschwindigkeit ist der Pfeil schneller im Ziel (weniger Ablenkung durch Wind) und die Flugbahn flacher. Eine flache Flugbahn des Pfeils ist erwünscht, da sie die Einflüsse von Zielfehlern in der Höhe mindert. Solche Zielfehler entstehen etwa durch eine falsch eingeschätzte Entfernung zum Ziel. Aus diesem Grund sind Compoundbögen sehr beliebt beim sogenannten Feldbogenschießen, wo die Entfernung zum Ziel geschätzt werden muss. Auch ist die maximale Reichweite von Compoundbögen größer als bei anderen Bogentypen.
Da der Compoundbogen unter hoher Spannung steht, wird für die Wartung oft eine Bogenpresse verwendet. Im Gegensatz zu anderen Bogentypen wird der Compoundbogen in gespanntem Zustand aufbewahrt, man muss also nicht vor dem Gebrauch zuerst die Sehne aufziehen.
Der Compoundbogen wird üblicherweise mit folgender Ausstattung verwendet:
- Visier vorne am Bogen, meistens mit einer Lupe (vierfache bis achtfache Vergrößerungen sind üblich);
- in der Sehne eingearbeitet ein kleines Lochvisier (Peep Sight), durch das man auf das vordere Visier schaut (wie Kimme und Korn);
- Stabilisatoren, also Stäbe, die zusätzliches Gewicht geben;
- Pfeilauflage.

## Release
Die Sehne wird häufig mit einem mechanischen Auslöser statt mit den Fingern gezogen. Diese sog. „Release“ werden an der Sehne oder einer an der Sehne befestigten Schnur eingehakt und beispielsweise über einen Hebel ausgelöst. Die Verwendung eines Release vermindert zusätzlich die Schlingerbewegung des Pfeiles deutlich, was der Genauigkeit zugutekommt, sowie die Gefahr, die Kabel aus der Führungsnut der Cams zu ziehen (Derailment), was eine gefährliche, explosionsartige Zerstörung des Bogens nach sich zöge.

## Camwheels

### 4Wheeler

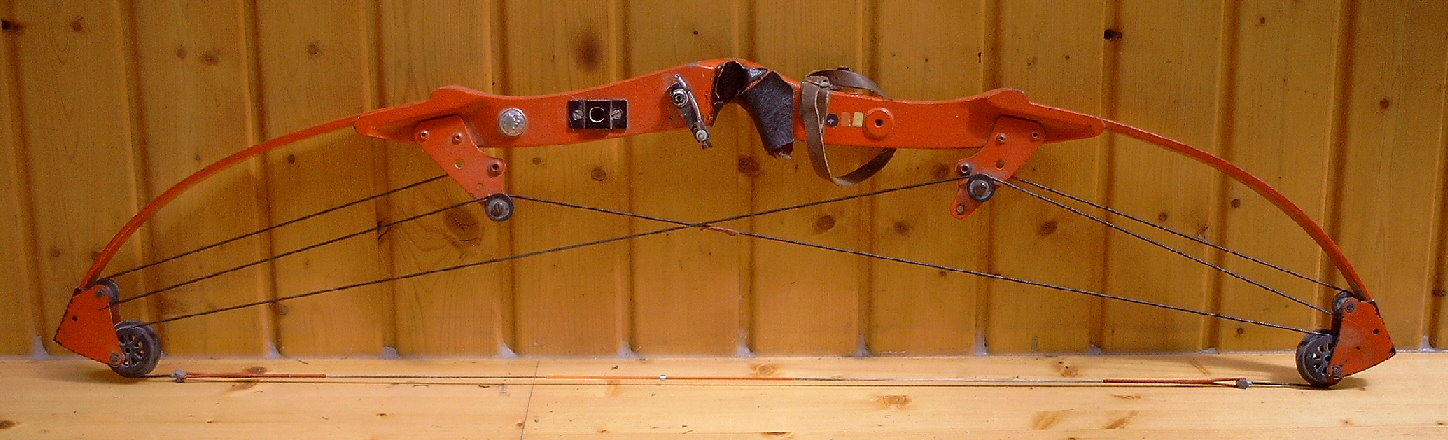
„Bear Whitetail Hunter“ mit zwei zusätzlichen Spannrollen (am Griffstück), den runden Exzenterrollen und darüber die kleineren 2 „Flaschenzugrollen“

Die Compounds der ersten Stunde waren Bögen mit vier Rollen. Zwei Umlenkrollen, die jeweils vor oder bei den Exzenterrollen angebracht waren, hatten die Hauptaufgabe, die Zugkabel von der Mitte der Pfeilschussbahn auszulenken. An den Wurfarmenden waren die beiden anderen runden Rollen, die eine exzentrische Lagerung hatten. Die Wirkung beruhte auf dem Flaschenzug- und Exzenterprinzip. Der Zugnachlass erreichte ca. 33–36 %.
Beispiele verschiedener 4Wheeler:
Bear Alaskan, Bear Tamerlan II, Bear Temuin II, Carrolls, Cupi,

### Twin Cam
Diese Compoundbögen besitzen zwei mehr oder weniger an Ellipsen erinnernde exzentrisch drehende Räder. Jeder Bogenhersteller hat seine eigenen Formen bzw. „Kurvenscheiben“.
Das Funktionsprinzip ist hier auf dem Wellrad basierend.
Der Zugnachlass erreicht bis zu 80 %.

### Single Cam
Diese Bögen haben nur ein am unteren Wurfarm angebrachtes großes Exzenterrad. Der obere Wurfarm hat nur eine Umlenkrolle. Die ersten Entwürfe gehen in das Jahr 1975 zurück, jedoch waren sie lange Zeit im Schatten der Twin Cams. Der Vorteil liegt in dem einfachen Cam, der nicht wie die Twin Cams synchronisiert werden muss.

### Hybrid Cam
Die Hybrid Cams verfügen über zwei sich unterscheidende Cams am oberen und unteren Wurfarm. Sie werden nur durch ein Split-String, ein Kontrollkabel und die Sehne verbunden und benötigen nicht annähernd den Aufwand einer Twin Cam, was die Feineinstellung betrifft. Hybrid Cams erfreuen sich steigender Popularität seit Hoyt 2003 das „Cam & 1/2“-System einführte.

### Binary Cam
Die Binary Cams sind zwei spiegelbildliche Cams mit drei Kabelführungen. Das System wurde 2005 von Bowtech Archery eingeführt. Der Vorteil liegt in der Anordnung von Sehne und Kabel. Die Sehne sowie beide Kabel laufen vom oberen zum unteren Cam, wodurch ein freies System entsteht. Dadurch wird ein mögliches Ungleichgewicht in den Wurfarmen und die Längung von Sehne oder Kabel ausgeglichen. Das Binary Cam ist das System mit der theoretisch größten Pfeilgeschwindigkeit und am einfachsten zu tunen.

### Sonderformen
Einige Compoundbögen besitzen die Cams in der Nähe des Griffstücks. Der Vorteil ist, dass mit den Cams keine Schwungmassen an den Wurfarmen beschleunigt und abgebremst werden. Am Mittelteil angebracht, werden somit keine „Erschütterungen“ auf den Bogen übertragen.
Beispiele:
- Bear Delta V[4], war 1981 der schnellste Bogen. Der Zugnachlass war ca. 50–55 %
- Oneida Eagle, mit dem etwas ausgefallenen Klapprecurve/Compound-System
- Jennings Unistar[5][6] mit einem Doppelcam auf einer Achse
- Bladerunner[7][8] die neueste Ausführung mit zwei Cams am Griff

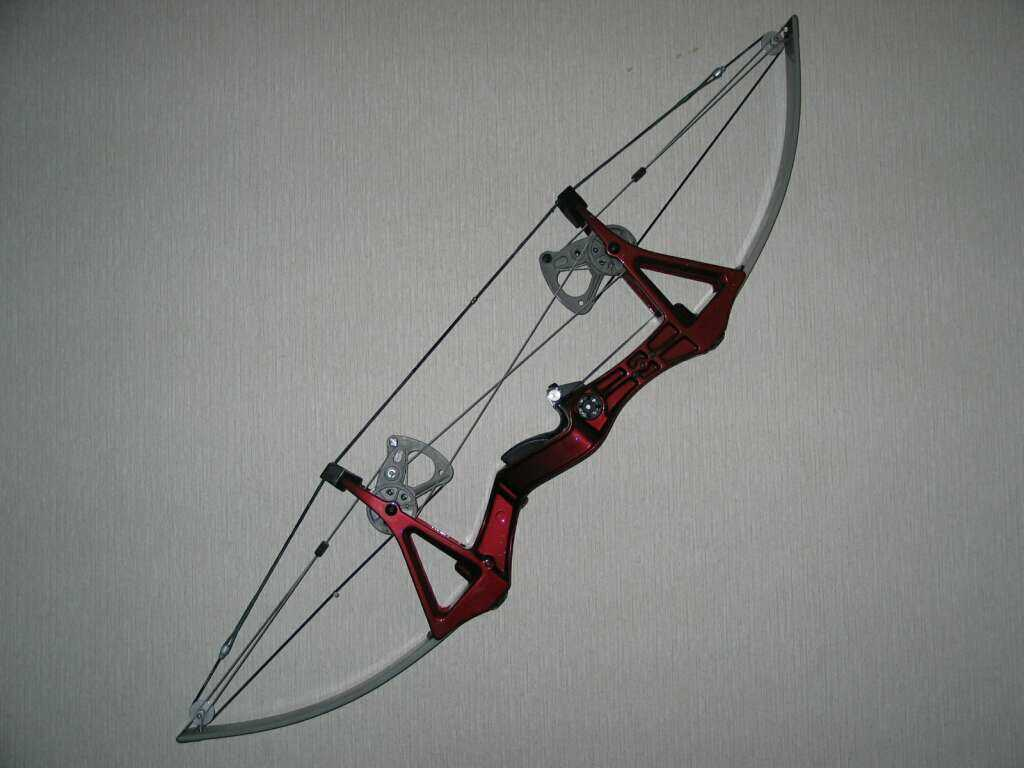
Bear „Delta-V“. Der Compound wurde neu lackiert, die Originalfarbe war Blau.
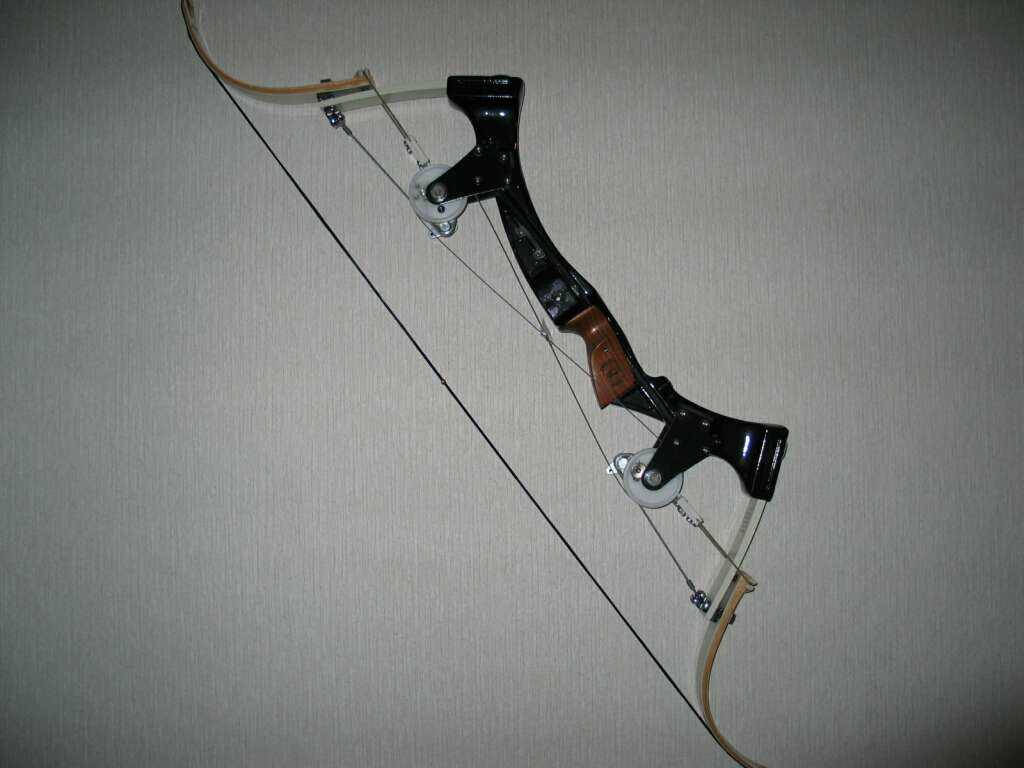
„Oneida AeroForce“, mit modifiziertem Timing System, das vom Besitzer außerhalb des Mittelstücks oder „Risers“ verlegt wurde
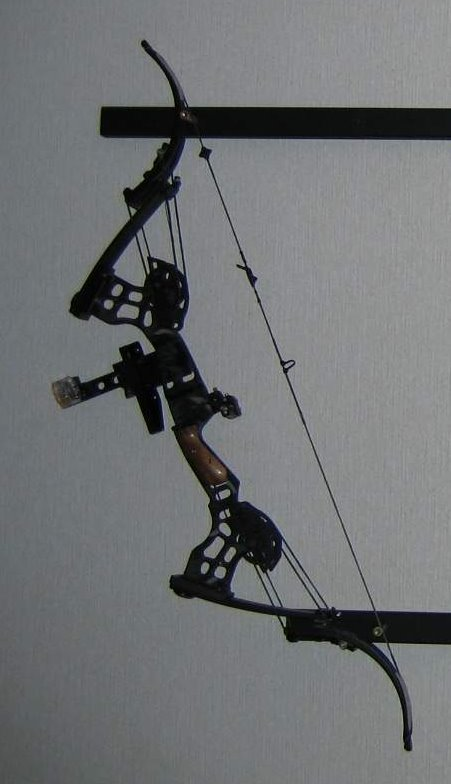
„Oneida Stealth Eagle“. Original Compoundbogen

## Compound-Wurfarme
Die Compound-Wurfarme bestehen aus glasfaserverstärktem Kunststoff (GFK). Glasfasern sind sowohl zug- als auch druckfest und sehr leistungsfähig. Die Wurfarme bestehen aus Glasfasern, die nur in einer Richtung verlaufen (unidirektionale Anordnung) und in einem kunstharzgebundenen Laminat verarbeitet werden. Der Nachfolger ist der teurere kohlenstofffaserverstärkte Kunststoff (CFK).

### „Forward Limb Movement“
Die Wurfarme bewegen sich hauptsächlich nach vorne, so wie sich die meisten Wurfarme bewegen.

### „Vertical Limb Movement“
Die Wurfarme bewegen sich hauptsächlich nach oben und unten. Dies kommt von der fast parallelen Anordnung der Wurfarme in horizontaler Ebene.
Der Vorteil besteht in einem ruhigeren Bogen, der nicht nach vorne „springt“, da sich die Kräfte in der Waagerechten fast neutralisieren. Nachteilig ist die kurze Bauweise (Achsen-Abstand), die die Bogensehne nur noch mit Release spannen lässt. Die Sehnenfinger würden sich zu sehr einklemmen.

### „Twin Limb“

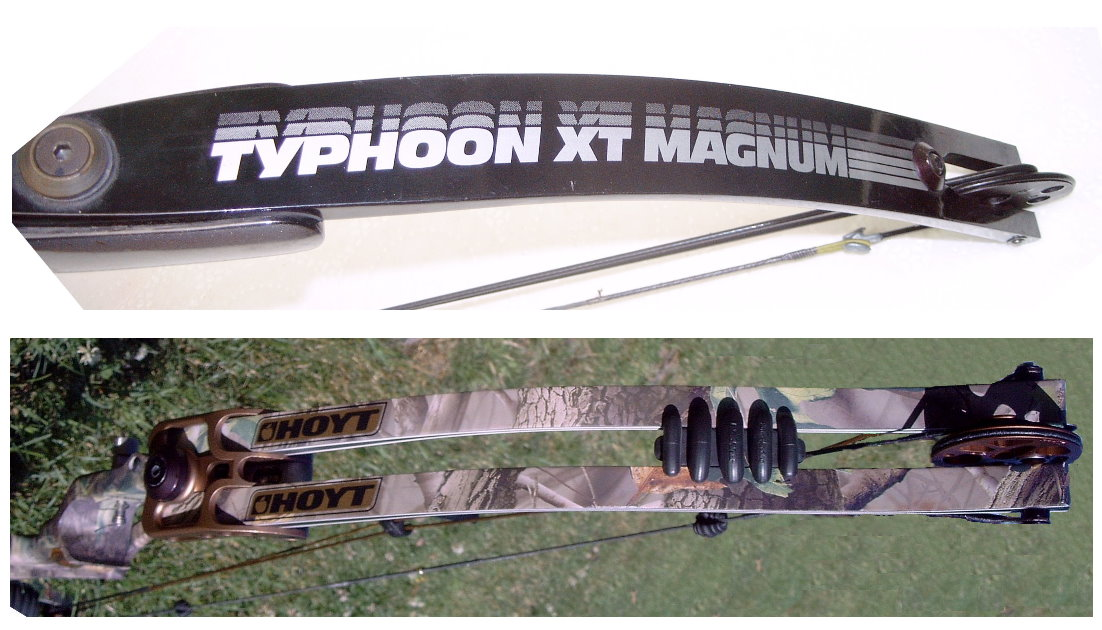
Wurfarme einteilig und zweiteilig

Im Gegensatz zu den herkömmlichen einteiligen Wurfarmen bestehen Twin Limbs aus „Zwillings-Wurfarmen“ (zweiteilig, jeweils oben und unten). Die Cams können sich zwischen den Twin Limbs hindurchdrehen, ohne dass Aussparungen an den Wurfarmen vorgenommen werden müssen.

## Pfeilgeschwindigkeit
Die Pfeilgeschwindigkeit wird in fps (foot per second) angegeben.
Nach den Regeln der International Bowhunting Organization (IBO) und den Regeln der Archery Manufacturer’s Organization (AMO).
| Regel nach | Pfeilgewicht        | Auszugsgewicht    | Auszugslänge  | entsprechend    |
| ---------- | ------------------- | ----------------- | ------------- | --------------- |
| IBO        | 350 grain (22,68 g) | 70 lbs (31,75 kg) | 30" (76,2 cm) | 5 grain pro lbs |
| AMO        | 365 grain (23,65 g) | 60 lbs (27,21 kg) | 30" (76,2 cm) | 6 grain pro lbs |